# Купелирование

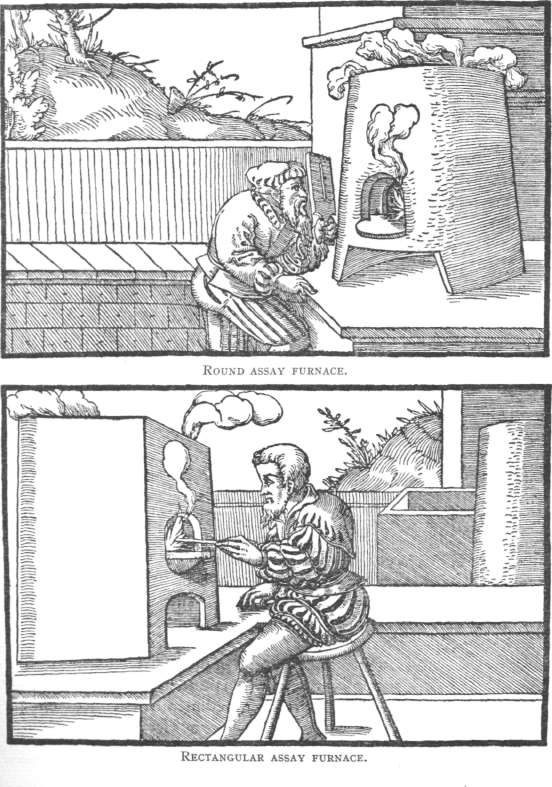
Купелирование (Георгий Агрикола)

Купелирование (от фр. coupelle) — пирометаллургический процесс, вид обжига, включающий нагрев минералов, руд, концентратов или сплавов, содержащих драгоценные металлы (золото, платину, серебро), с целью их отделения или очистки.
В результате купелирования получают небольшие количества драгоценных металлов. Этот процесс позволяет получать драгоценные металлы в чистом виде из руд, содержащих такие металлические элементы, как, например, медь, свинец, цинк, мышьяк, сурьма  или висмут.
Используется в цветной металлургии, пробирном анализе.
Загрязнённый металл легируется свинцом — последний поглощает примеси. Полученный оксид свинца вместе с оксидами менее благородных металлов удаляется из пористого тигля. Это важный этап процесса плавки серебра. Однако таким образом нельзя отделить друг от друга золото и серебро.
Используется печь с тиглем в виде чашки, называемый пробирным тиглем.
Печь покрыта мергелью — пористой известняковой глиной, которая поглощает окись свинца, испаряющейся из жидкого сплава под воздействием потока воздуха.
После завершения окисления и перехода свинца в окись, поверхность сплава принимает характерную радужную окраску.

## Области применения
- Пробирный анализ для определения содержания серебра в свинцовых рудах.
- Анализ содержания драгоценных металлов металлических сплавов. (Чистое серебро редко обрабатывалось. Онo слишком мягкoe и поэтому легированo медью . Поскольку серебряный сплав показывает белый серебряный блеск с содержанием меди до 50 %, его пробу, то есть долю чистого серебра, не так легко распознать.)
- Переработка драгоценных металлов.
- Плавка серебра.

## Процедура
Купелирование использует различноe сродствo к кислороду y вовлеченных металлов. Благородные металлы, такие как серебро и золото, очень трудно окислить. С другой стороны, неблагородные металлы в жидком состоянии очень легко окисляются. Таким образом можно очистить драгоценные металлы до 99,99 %.
Для проведения купелирования исследуемый металл плавится примерно с удвоенной массой свинца в чашке в так называемой испытательной печи в окислительной атмосфере. Происходит следующая химическая реакция:
{\displaystyle \mathrm {2Pb+Metalllegierung+O_{2}\rightarrow PbO+unedle\ Metalloxide+Pb+edleMetalle} }
Измельчённый образец смешивают с оксидом свинца (II) (PbO) и восстановителем (например, сажей, древесным углем или мукой) в виде порошка и флюса (например, буры), а затем нагревают. Металлический свинец, образованный восстановлением оксида, также содержит растворенный благородный металл. Расплавленный металлический сплав стекает на дно поддона. Затем сплав переносят в купель — пористый тигель, сделанный, например, из костной золы или магнезита, и нагревают, обеспечивая доступ воздуха. В этих условиях происходит повторное окисление свинцa, до PbO. Окисляются также примеси других металлов, которые представляют собой примеси, например, меди или олова.
Таким образом, концентрация благородного металла неуклонно увеличивается во время окисления, пока весь свинец не превратится в оксид свинца (II), а сопутствующие металлы также не будут окислены. Из-за более низкого поверхностного натяжения оксидного расплава он поглощается чашей, в то время как драгоценный металл остается в виде маленькой «жемчужины» (капелька жидкого металла). Свинец можно производить из оксидa свинца путем плавления в восстановительной атмосфере. Однако часть свинца, которая выходит в виде газообразного оксида свинца или паров свинца, теряется.
Чаша (купель) представляет собой сосуд, похожий на тигель, но сделанный из пористого материала. Процессы окисления ускоряются за счет гораздо большей поверхности расплава в отличие от обычного тигля. Чаши изготавливаются из растительной золы, костной золы и магнезии, чтобы предотвратить химическую реакцию с оксидом свинца. Агрикола  также сообщает о необходимости отжига купели перед использованием, чтобы предотвратить выплескивание свинца при плавлении.

## Извлечение серебра из свинцовых руд
Самородное серебро — редкий элемент, хотя и существует как таковое. Как правило, оно встречается в природе в сочетании с другими металлами или в минералах, содержащих соединения серебра — обычно в форме сульфидов, таких как галенит (сульфид свинца) или церуссит (карбонат свинца). Таким образом, производство первичного серебра требует плавки, а затем купелирования из серебросодержащих свинцовых руд.
Руды, такие как галенит (PbS), сначала обжигаются, чтобы перевести их из соединения серы в оксид свинца. Если оксид свинца восстанавливается, то образуется черновой свинец (Веркблей). Необработанный свинец часто содержит от 0,01 до 1 % серебра.
Оксид свинца (II) можно получить, пропустив поток воздуха над расплавленным свинцом:
{\displaystyle \mathrm {2\,Pb+O_{2}\rightarrow 2\,PbO} }
Эта реакция лежит в основе купелирования, побочным продуктом которого является оксид свинца (II). Он также образуется при обжиге руд, содержащих свинец, например галенита:
{\displaystyle \mathrm {2\ PbS+3\ O_{2}\rightarrow 2\,PbO+2\ SO_{2}} }
Свинец плавится при 327 ° C, оксид свинца при 888 ° C, а серебро плавится при 960 ° C. Для отделения серебра сплав снова плавят при высокой температуре от 960 ° C до 1000 ° C в окислительной среде. Свинец окисляется до монооксида свинца, известного как глет, который захватывает кислород из других присутствующих металлов. Жидкий оксид свинца удаляется или абсорбируется капиллярным действием в футеровке.
При необходимости после дополнительных стадий обогащения сплав свинец-серебро рафинируют. Во время прогонных работ сплав плавится в ходовой печи. Расплав продувается воздухом. Свинец окисляется до оксида свинца (II). С другой стороны, серебро, как благородный металл, не окисляется. Плавающий оксид свинца образует матовый слой на расплаве. Этот слой непрерывно удаляется или поглощается специально подготовленными стенками тигля. Наконец, образуется только очень тонкая мерцающая оксидная мембрана. Разорвав оксидную пленку, можно увидеть оставшееся жидкое серебро.

## Переработка продуктов купелирования
Полученное куппелированием серебро моглo также содержать значительную примесь золота. Первая технология очистки золота — солевой аффинаж (соляная цементация).
Соляная цементация довольно проста. В сосуд добавляется помимо сплава золота и серебра, немного обожженной глины или старой кирпичной пыли, соль и ровно столько мочи, чтобы все это увлажнить. Закрытый сосуд держут нагретым, но не настолько горячим, чтобы расплавить золото то есть при температуре менее 1000 ° C.
При нагревании в присутствии кремнезема и глинозема (которые содержатся в глиняной / кирпичной пыли) соль распадается с образованием соляной кислоты и хлора. Кислотность мочи способствует этому разложению. Соляная кислота в этой реакции взаимодействует с серебром, образуя хлорид серебра, который отделяется от золота. Когда это происходит, продукты реакции летучи, поэтому важно держать соcуд закрытым. Примерно через 24 часа золото почти не будет содержать серебра при чистоте около 90 % или выше. Удалив золото, возможнo превратить хлорид серебра обратно в серебро, получив два отдельных очищенных образца драгоценных металлов.

## История
Первое известное использование серебра было на Ближнем Востоке, в Анатолии и Месопотамии, в 4-м тысячелетии до нашей эры. Археологические находки серебряных и свинцовых предметов, а также галет и шлаков изучались на многих участках, и металлургический анализ показывает, что в то время человек уже уверенно добывал серебро из свинцовых руд, поэтому этот метод мог быть известен ранее.
В Древнем Египте был известен способ выделения золота и серебра из свинцового сплава купелированием. Купелирование осуществляли в глиняных тиглях, куда добавляли свинец и селитру.
В течение следующего железного века купелирование производилось путем плавления разложившихся металлов с добавкой свинца; слиток, полученный в результате этого плавления, затем нагревали в купелевой печи для отделения благородных металлов. Некоторые шахты — в Рио-Тинто, недалеко от Уэльвы, в Испании, и Лаврийские рудники в Греции — стали политически и экономически важными объектами по всему Средиземному морю. Около 500 г. до н. э. В. контроль над Лаврийскими рудниками дал Афинам политическое преимущество и господство в Средиземном море, благодаря которым они смогли победить персов.
Во времена Древнего Рима империи требовалось большое количество свинца, чтобы поддерживать римскую цивилизацию на большой территории. Римляне стремились открыть свинцово-серебряные рудники в любой области, которую они завоевали. Серебряные монеты  стали обычным средством обмена, поэтому контроль над производством и добычей серебра давал Римy экономическую и политическую власть. Свинцовые руды во времена Римской империи стоило добывать, если содержание серебра в них составляло 0,01 % и более.